# جيمس فالوز
جيمس فالوز (بالإنجليزية: James Fallows)‏ (و. 1949 – م) هو صحفي، وEsperantist من الولايات المتحدة الأمريكية ولد في فيلادلفيا، بنسيلفانيا.

## التعليم
تعلم في جامعة هارفارد، وجامعة أوكسفورد.

## روابط خارجية
- جيمس فالوز على موقع IMDb (الإنجليزية)
- جيمس فالوز على موقع إن إن دي بي (الإنجليزية)